# Gerardo Fibiger
Gerardo Fibiger (n. Villalonga, Argentina; 18 de agosto de 1979) es un exfutbolista argentino. Jugaba de arquero y su último equipo fue Liniers de Bahía Blanca, del Torneo Argentino B.

## Carrera

### Liniers
Fibiger comenzó su carrera en Liniers de Bahía Blanca, equipo que se encontraba jugando en el Torneo Argentino B.

### Rivadavia
En 2005 se convirtió en refuerzo de Rivadavia de Lincoln, con el cual ascendió al Torneo Argentino A en su primer año.

### Grupo Universitario
Tras 2 años en el Rojo, el arquero se transformó en nuevo jugador de Grupo Universitario de Tandil. Durante su etapa en el club, disputó 27 partidos.

### Vuelta a Liniers
En 2008 decide volver a Bahía Blanca, para jugar en Liniers por segunda vez en su carrera.

### Naval
Tendría su primer experiencia internacional, al cruzar la Cordillera de los Andes y desembarcar en Talcahuano para vestir los colores de Naval. En el equipo militante de la Primera B de Chile jugó 7 encuentros.

### Vuelta a Rivadavia
En 2011 tendría otro regreso, pero esta vez a Rivadavia de Lincoln para disputar el Torneo Argentino A. También jugó partidos por la recién creada Copa Argentina.

### Agropecuario
Al año siguiente, Fibiger se convirtió en jugador de Agropecuario, recién ascendido al Torneo Argentino B y con apenas un año de vida. En el Sojero disputó 19 partidos.

### Tercer paso por Liniers y retiro
Fibiger decidió retirarse del fútbol en 2014 jugando para Liniers, el club que lo formó futbolísticamente. En la institución bahiense jugó un total de 20 partidos.

## Clubes
| Club                | País                | Año                                     | PJ  | Goles | Prom. |
| ------------------- | ------------------- | --------------------------------------- | --- | ----- | ----- |
| Liniers (BB)        | Argentina           | 2001 - 2002 / 2008 - 2009 / 2013 - 2014 | 20  | 0     | 0,00  |
| Rivadavia (L)       | Argentina           | 2005 - 2007 / 2011 - 2012               | 104 | 0     | 0,00  |
| Grupo Universitario | Argentina           | 2007 - 2008                             | 27  | 0     | 0,00  |
| Naval               | Chile               | 2010                                    | 7   | 0     | 0,00  |
| Agropecuario        | Argentina           | 2012 - 2013                             | 22  | 0     | 0,00  |
| Total en su carrera | Total en su carrera | Total en su carrera                     | 180 | 0     | 0,00  |